# オオホウライタケ
オオホウライタケ（大蓬莱茸、学名: Marasmius maximus）は、ホウライタケ科ホウライタケ属に属すキノコ（菌類）の一種。食用にできる。

## 分布・生態
日本各地、中国、朝鮮半島、台湾などに分布する。
晩春から初秋にかけて、針葉樹または広葉樹林、竹林、庭園、公園などの地上に堆積した落葉上に束生する。ごく身近な場所でも見られ、しばしば群生することもある。本種が生えている周辺の落葉をめくると、白い菌糸がマット状に広がっている菌糸体が見えることがある。シアンガス産生菌。

## 形態
子実体は傘と柄からなる。傘径は3 - 12センチメートル (cm) 。はじめ釣鐘形から丸山形、まんじゅう形で、のちに扁平に開く。傘表面は無毛で、くすんだクリーム色（淡黄色）で中央部が丸く突き出して帯褐色をしているが、老成または乾くと白っぽくなる。放射状の溝がよく目立ち、縁が不規則に波打つこともある。傘裏のヒダは淡灰褐色で、疎らに配列し、柄に対して上生または離生する。傘肉は薄く、傘と同色である。
柄は中実、長さ5 - 12 cm、太さ2 - 4ミリメートル (mm) で細長く上下同大、全体的に革質で強靱である。柄の表面は傘よりもやや濃色で黄褐色を帯びる。
担子胞子は大きさ7 - 9 × 3 - 4マイクロメートル (μm) の楕円形で、平滑、非アミロイド性。胞子紋は白色。

## 似ているキノコ

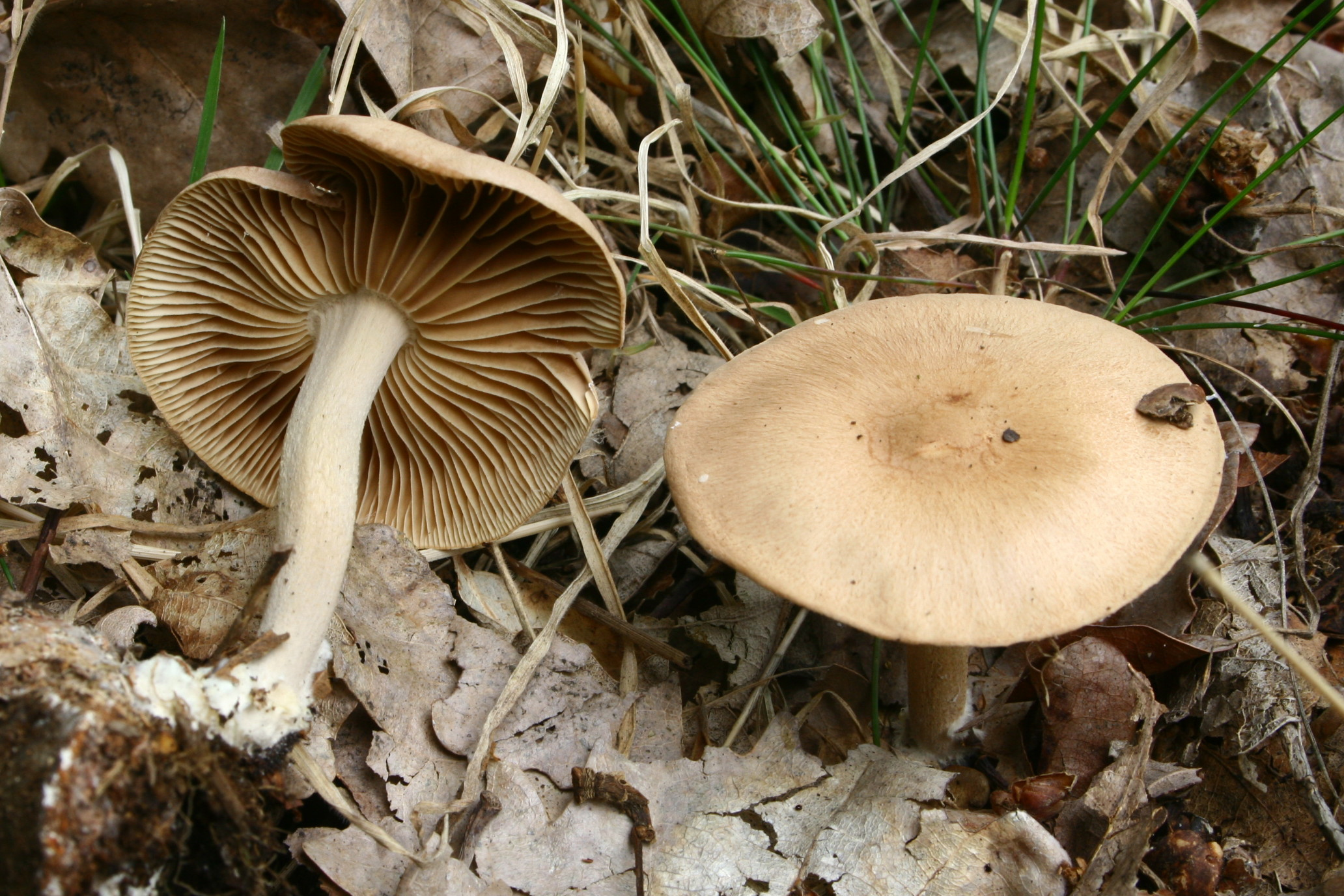
参考：ワサビカレバタケ（Collybia peronata）

形態的にやや似ているキノコに、ワサビカレバタケ（Collybiopsis peronata、ツキヨタケ科、不食）があり、その名の通りかじると独特の辛みがある。